# Эртанский говор

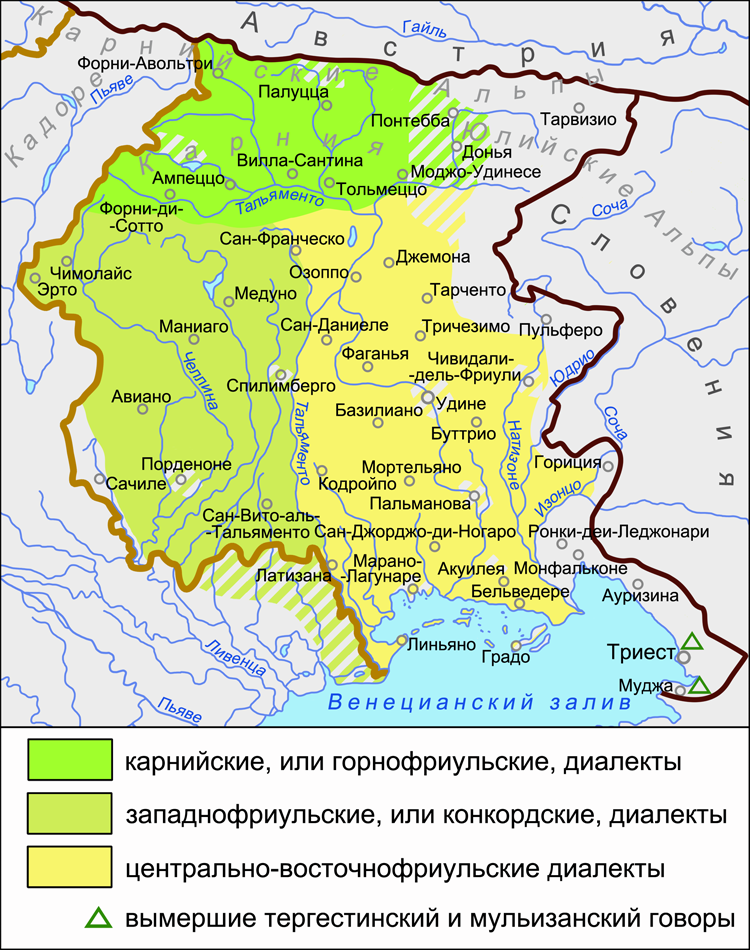
Селение Эрто в ареале западнофриульских диалектов на карте распространения диалектов фриульского языка

Эртанский го́вор (также эртано; фриул. furlan di Nert, итал. ertano) — один из говоров западнофриульской диалектной группы, распространённый в селении Эрто на крайнем западе провинции Порденоне области Фриули — Венеция-Джулия в Италии и среди переселенцев из Эрто — в селении Вайонт в центральных районах провинции Порденоне. Имеет целый ряд существенных отличий от остальных говоров западной Фриули, что характеризует эртанский говор как один из самых специфичных говоров западнофриульского ареала. Сохраняет большое число особенностей, сложившееся под влиянием венетского языка. Говор Эрто может рассматриваться не только как говор фриульского языка, но и как говор ладинского языка или как переходный говор от ладинского к фриульскому.

## Общие сведения

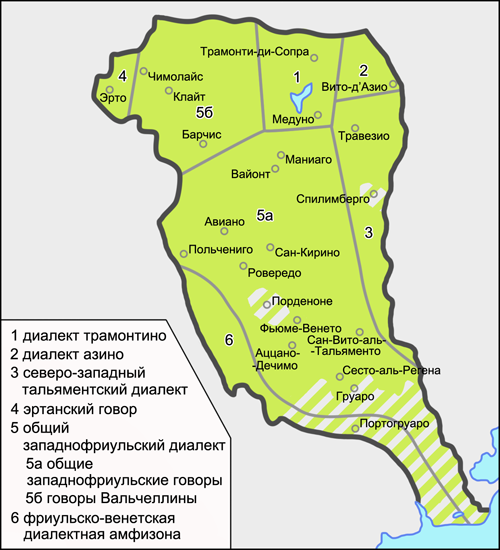
Эртанский говор в западнофриульском диалектном ареале

Основная часть носителей эртанского говора — жители селения Эрто, одного из двух населённых пунктов, входящих в состав коммуны Эрто-э-Кассо — в северо-западной части провинции Порденоне области Фриули — Венеция-Джулия. К западу от эртанского ареала размещены области распространения говоров венетского и ладинского языков, к востоку — ареал говоров верхней части долины Вальчеллина общего западнофриульского диалекта. Часть носителей эртанского говора после разрушения в 1963 году плотины на реке Вайонт переселилась в населённый пункт Вайонт, построенный в 1971 году в центральных районах провинции Порденоне.
Расположение селения Эрто на периферии фриульского ареала в соседстве с венетским и ладинским ареалами сказалось на диалектных особенностях эртанского говора. В этом говоре отмечаются значительное венетское влияние и наличие языковых особенностей ладинского типа. Последний факт дал основание классифицировать эртанский говор как говор ладинского языка. Этой точки зрения придерживались такие исследователи романских языков, как Г. И. Асколи, Т. Гартнер и К. Баттисти. Другие исследователи, в частности, Дж. Франческато, включают говор Эрто во фриульский языковой ареал (по фонетическим признакам). Вместе с тем эртанский говор с двумя говорами провинции Беллуно, комеликским и ампецанским, выделяют также как переходные от ладинских к фриульским.
В коммуну Эрто-э-Кассо помимо Эрто включается также селение Кассо, которое было образовано значительно позднее, чем Эрто. Основателями этого села были переселенцы из Венето. Говор Кассо относится к венетскому языковому ареалу и значительно отличается от эртанского говора. В то же время эртанскому близок фриульский говор соседней с Эрто-э-Кассо коммуны Чимолайс.

## Особенности говора
К числу основных диалектных фонетических особенностей говора Эрто относят:
- отсутствие фонологического противопоставления долгих и кратких гласных, как и в других говорах западнофриульского ареала;
- переход гласной ɛ > ɛj: bɛjf «он пьёт» наряду с ɛ > iæ: diæs «десять» (в остальных западнофриульских говорах — ɛ > ej: dejs);
- переход гласных ɔ, o > ɛw: fɛwk «огонь», ðɛwf «ярмо»;
- переход гласной a > ɛ: melɛ́ «больной»;
- изменение латинского CA в ʃa: ʃasa «дом» — в центрально-восточных диалектах: k’aza (в горицианском диалекте), t͡ʃaze (в говорах городов Удине и Чивидале, а также в центрально-южных говорах);
- изменение латинских C, G перед E, I в θ, ð: fáθa «лицо» mólðe «доить»;
- утрата -t, -f в позиции конца слова: portɛ́ «принесённый», ʃɛ «голова» при общефриульских portât, cjâf;
- изменения дифтонгов в случаях типа míak «мои», t͡ʃíak «твои» и т. д.